# Aglantha
Aglantha (лат.) — род морских стрекающих из семейства Rhopalonematidae отряда Trachymedusae класса гидроидных (Hydrozoa). В ископаемом состоянии неизвестны. Типовой вид Aglantha digitale (O. F. Müller, 1776) (ранее Medusa digitale O. F. Müller, 1776).
Высота купола от 4 (Aglantha digitale) до 1,2 (Aglantha elata) см. Встречаются в Атлантическом, Тихом, Северном Ледовитом океанах и Средиземнои море от тропических до полярных вод, на глубине от 0 до 3380 м. Пелагические животные. Безвредны для человека, охранный статус не оценивался, объектами промысла не являются.

## Классификация
На сентябрь 2024 в состав рода включают 4 вида:
- Aglantha digitale (O. F. Müller, 1776)
- Aglantha elata (Haeckel, 1879)
- Aglantha elongata (Lesson, 1843)
- Aglantha intermedia Bigelow, 1909